# Liste der Kulturgüter in Birrwil
Die Liste der Kulturgüter in Birrwil enthält alle Objekte in der Gemeinde Birrwil im Kanton Aargau, die gemäss der Haager Konvention zum Schutz von Kulturgut bei bewaffneten Konflikten, dem Bundesgesetz vom 20. Juni 2014 über den Schutz der Kulturgüter bei bewaffneten Konflikten sowie der Verordnung vom 29. Oktober 2014 über den Schutz der Kulturgüter bei bewaffneten Konflikten unter Schutz stehen.
Objekte der Kategorie A sind im Gemeindegebiet nicht ausgewiesen, Objekte der Kategorie B sind vollständig in der Liste enthalten, Objekte der Kategorie C fehlen zurzeit (Stand: 1. Januar 2023). Unter übrige Baudenkmäler sind weitere geschützte Objekte zu finden, die in der Bau- und Nutzungsordnung der Gemeinde verzeichnet und nicht bereits in der Liste der Kulturgüter enthalten sind.

## Kulturgüter
| Foto |                                                                              | Objekt                                             | Kat. | Typ | Standort                            | Beschreibung |
| ---- | ---------------------------------------------------------------------------- | -------------------------------------------------- | ---- | --- | ----------------------------------- | --- |
| ja   | Datei hochladen · Wikidata zu Evangelisch-reformierte Pfarrkirche (Q2136844) | Evangelisch-reformierte Pfarrkirche KGS-Nr.: 09844 | B    | G   | Rankstrasse 18.1 657438 / 238154    | 1689 erbaute Saalkirche im barocken Stil, die Südmauer geht auf das 13. und 14. Jahrhundert zurück. Mit steilem Satteldach und dreiseitig schliessendem Chor. Im Innern Rokoko-Stuckdecke. |
| BW   | Datei hochladen · Wikidata zu Doppelbauernhaus (Q29575728)                   | Doppelbauernhaus KGS-Nr.: 15217                    | B    | G   | Zopfstrasse 16 657344 / 238131      | |
| BW   | Datei hochladen · Wikidata zu Villa Wilhof (Q29575736)                       | Villa Wilhof KGS-Nr.: 15218                        | B    | G   | Seetalstrasse 152 657589 / 237326   | 1847 erbautes repräsentatives Wohnhaus im Biedermeier-Stil. Schlichter Baukubus mit symmetrischen Fensterachsen unter geradem Satteldach. |
| BW   | Datei hochladen · Wikidata zu Pfrundscheune und Pfarrspeicher (Q29575733)    | Pfrundscheune und Pfarrspeicher KGS-Nr.: 15220     | B    | G   | Rankstrasse 18, 7.1 657415 / 238155 | 1809 anstelle eines Vorgängerbaus erbaute Scheune unter geknicktem Krüppelwalmdach mit Stall, Tenn und zweigeschossigem Schopf. Daneben steht der Pfarrspeicher, ein um 1800 über älterem Gewölbekeller errichteter Getreidespeicher unter geknicktem Satteldach. Gemauertes Erdgeschoss und hölzerne Obergaden in dreiseits sichtbarer Bohlenständerbauweise. |

## Übrige Baudenkmäler
| ID  | Foto |                 | Objekt                  | Typ | Standort                        | Beschreibung |
| --- | ---- | --------------- | ----------------------- | --- | ------------------------------- | ------------ |
| 903 | BW   | Datei hochladen | Altes Schulhaus         | G   | Dorf 51 657330 / 238023         |              |
| 904 | BW   | Datei hochladen | Schul- und Gemeindehaus | G   | Dorf 99 657293 / 238014         |              |
| 905 | BW   | Datei hochladen | Restaurant Bären        | G   | Zopfstrasse 101 657339 / 238186 |              |

Legende: Siehe Legende der Liste der Kulturgüter von nationaler und regionaler Bedeutung. Anstelle der KGS-Nummer wird als Objekt-Identifikator (ID) die Inventar- oder Gebäudenummer in der Bau- und Nutzungsordnung der Gemeinde verwendet.